# Acraea oatesi
Acraea oatesi är en fjärilsart som beskrevs av Van Son 1936. Acraea oatesi ingår i släktet Acraea och familjen praktfjärilar. Inga underarter finns listade i Catalogue of Life.